# Infanterikanonvagn 91
Infanterikanonvagn 91 nebo zkráceně Ikv-91 je stíhač tanků švédské provinience. Byl navržen a vyroben továrnami Hägglund and Söner (dnes Hägglunds Vehicle AB).